# Jean-Luc Bilodeau
Jean-Luc Bilodeau (Vancouver, 4 novembre 1990) è un attore canadese, noto soprattutto per i suoi ruoli nelle serie televisive Kyle XY e Baby Daddy.

## Biografia
È nato a Vancouver, nella Columbia Britannica, da genitori franco-canadesi, Raymond e Barbara Bilodeau. Ha una sorella maggiore di nome Danielle, una talent manager molto conosciuta in Canada. Sin dalla tenera età ha studiato danza, interrotta poi a dieci anni, quando ha deciso di diventare un attore.
Ha frequentato la Holy Cross Regional High School, in cui si è diplomato nel 2008.

## Carriera
Ottiene il suo primo ruolo nel film del 2004 Ill Fated, nel quale interpreta il ruolo del giovane Bobby; nel 2006, recita nella serie televisiva Kyle XY.
Nel 2008 recita in Supernatural; nel 2009 interpreta il ruolo di Schrader nel film horror La vendetta di Halloween e prende parte alla serie televisiva The Troop.
Nel 2010 recita insieme a Debby Ryan nel film I 16 desideri, dove interpreta Jay Kepler, nella serie televisiva No Ordinary Family e nel film per la tv Strange Brew.
Nel 2011 recita in Best Player e The Haunting House: The Series, e prende parte ai film LOL - Pazza del mio migliore amico e Piranha 3DD, in uscita nel 2012. Sempre nel 2012 prende parte alla serie televisiva Baby Daddy, come protagonista.

## Vita privata
Ha avuto una relazione con l'attrice canadese Chelsea Hobbs.

## Filmografia

### Cinema
- Ill Fated, regia di Mark A. Lewis (2004)
- La vendetta di Halloween (Trick 'r Treat), regia di Michael Dougherty (2007)
- LOL - Pazza del mio migliore amico (LOL: Laughing Out Loud), regia di Lisa Azuelos (2012)
- Piranha 3DD, regia di John Gulager (2012)
- Love Me, regia di Rick Bota (2013)
- All in Time, regia di Marina Donahue, Chris Fetchko (2015)

### Televisione
- Kyle XY – serie TV, 43 episodi (2006-2009)
- Supernatural - serie TV, episodio 4x07 (2008)
- Spectacular!, regia di Robert Iscove – film TV (2009)
- The Troop - serie TV, episodio 1x09 (2009)
- I 16 desideri (16 Wishes), regia di Peter DeLuise – film TV (2010)
- No Ordinary Family - serie TV, episodi 1x07-1x08 (2010)
- Strange Brew, regia di James Burrows (2010) - episodio pilota scartato
- Best Player, regia di Damon Santostefano (2011) - film TV
- R.L. Stine's The Haunting Hour - serie TV, episodi 1x21-1x22 (2011)
- Baby Daddy - serie TV, 100 episodi (2012-2017)
- Hey Tucker! - miniserie TV, seconda e quarta parte (2013)
- Expecting Amish, regia di Richard Gabai (2014) - film TV
- Girlfriends' Guide to Divorce - serie TV, episodio 2x03 (2015)
- Il gioco dell'amore (Casa Vita), regia di Ernie Barbarash (2016) - film TV
- Carol's Second Act - serie TV, 18 episodi (2019-2020)

### Doppiatore
- Axis, regia di Aisha Tyler (2017)

## Doppiatori italiani
Nelle versioni in italiano nelle opere in cui ga recitato, Jean-Luc Bilodeau è stato doppiato da:
- Giuseppe Ippoliti in LOL - Pazza del mio migliore amico
- Marco Benedetti in Piranha 3DD
- Gabriele Patriarca in Kyle XY
- Fabrizio De Flaviis in I 16 desideri
- Omar Maestroni in Best Player
- Davide Perino in Baby Daddy
- Mirko Cannella in Tracker